# Reemtsma Begabtenförderungswerk
Das Reemtsma Begabtenförderungswerk ist eine private und gemeinnützige Stiftung mit Sitz in Hamburg. Sie ist benannt nach der Hamburger Industriellenfamilie Reemtsma und wird unterstützt durch die Reemtsma Cigarettenfabriken. 2007 verpflichtete sich der Zigarettenhersteller für die nächsten vier Jahre, jährlich 60.000 Euro an den Verein zu spenden.

## Geschichte
Die Idee zur Gründung stammt von den Brüdern Hermann F. Reemtsma und Philipp F. Reemtsma. Besonders Hermann Reemtsma war überzeugt, „dass eine Gesellschaftsordnung, die nicht jedem begabten jungen Menschen eine echte Aufstiegsmöglichkeit gestatte, falsch sein müsse.“
Am 29. Oktober 1957 gründeten die Brüder das H. F. & Ph. F. Reemtsma Begabtenförderungswerk als gemeinnützigen Verein. Alle Vereinsmitglieder sind Mitarbeiter des Unternehmens und ehrenamtlich tätig. Als Startkapital stellte das Unternehmen Reemtsma Cigarettenfabriken eine Million Deutsche Mark zur Verfügung. In den ersten Jahren wurden vorwiegend Kinder von Mitarbeitern unterstützt. Schon bald wurde das Förderungsprogramm aber für die Allgemeinheit geöffnet.
In den vergangenen 50 Jahren wurde das Vereinskapital durch Spenden des Unternehmens Reemtsma immer weiter ausgebaut. Im Jahr 2006 vergab das Begabtenförderungswerk Stipendien im Gesamtwert von rund 160.000 Euro. Bis heute konnten insgesamt über 5.000 Schüler und Studenten mit Hilfe der Fördergelder eine Ausbildung oder ein Studium absolvieren.
Heute hat das Begabtenförderungswerk ein Stammkapital von 4 Millionen Euro. Im Juli 2008 kündigte das Förderwerk im Zusammenhang zum Integrationsbericht der Bundesregierung an, gezielt Integrationsräte anzusprechen, um mehr Bewerbungen von jungen Menschen mit Migrationshintergrund zu erhalten und so deren Studierfähigkeit zu fördern.

## Organisation
Das Werk fördert begabte Schüler und Studenten aus einkommensschwachen Verhältnissen. Bewerben können sich Schüler der Oberstufe und Studenten, die das 30. Lebensjahr noch nicht erreicht haben. Neben den schulischen bzw. universitären Leistungen der Bewerber sind die besondere Begabung für die angestrebte Ausbildung, das soziale Engagement sowie die Höhe des Einkommens der Erziehungsberechtigten ausschlaggebend für die Bewilligung der Förderung.
Schüler erhalten eine Förderung von 125 Euro. Studenten bekommen 175 Euro. Studenten mit abgeschlossener Berufsausbildung werden mit 150 Euro im Monat gefördert (Stand Mai 2016). Ein Stipendium kann ab dem ersten Semester für die Dauer der Regelstudienzeit gewährt werden.